# Петроний Пробин (консул 489 г.)
Петроний Пробин (на латински: Petronius Probinus) e римски политик по време на остготите.
През 489 г. Петроний е избран за консул, след това носи титлата патриций от 511 до 512 г.
Той е баща на Руфий Петроний Никомах Цетег (консул 504 г.).